# Свобода ЗМІ в Європейському Союзі

Індекс свободи преси за 2022 рік
Хороша ситуація
Задовільна ситуація
Помітні проблеми
Складна ситуація
Дуже серйозна ситуація
Не класифікується / Немає даних

Свобода ЗМІ в Європейському Союзі є основним правом, яке поширюється на всі держави-члени Європейської Унії та їїгромадян, як це визначено в Хартії основних прав ЄС, а також Європейській конвенції з прав людини.:1 У процесі розширення ЄУ гарантування свободи ЗМІ називається «ключовим показником готовності країни стати частиною ЄС».
Свобода ЗМІ, включаючи свободу преси, є основною платформою для забезпечення свободи вираження поглядів та свободи інформації, посилаючись на право висловлювати ціннісні судження та право на твердження фактів відповідно. Хоча термін свобода ЗМІ стосується відсутності державної монополії або надмірного втручання держави, плюралізм ЗМІ розуміється як відсутність приватного контролю над ЗМІ, що означає уникнення концентрованої приватної власності на ЗМІ.
Щорічний Всесвітній день свободи преси відзначається 3 травня.

## Свобода преси та демократія
Свобода ЗМІ невід'ємна частина процесу ухвалення рішень у добре функціонуючій демократії, що дозволяє громадянам робити свій політичний вибір на основі незалежної та плюралістичної інформації, а отже, є важливим інструментом формування громадської думки. Висловлення різноманітних думок потрібно в публічних дебатах, щоб дати громадянам можливість оцінити та вибрати серед широкого кола думок. Чим більше плюралістичних та сформульованих думок, тим більший легітимізаційний вплив мають ЗМІ на ширший демократичний політичний процес. Свободу преси часто описують як сторожу громадської влади, підкреслюючи її значну роль спостерігача та інформатора громадської думки щодо дій уряду.
Свобода слова виражається як окремими журналістами, так і правами печатних установ. Іншими словами, його значення охоплює як індивідуальне право кожного журналіста висловлювати свою думку, так і право преси як установи інформувати людей. Щоб гарантувати захист вільних засобів масової інформації, державні органи не тільки лежать в основі негативного зобов'язання утримуватися від вторгнення, але й позитивного зобов'язання сприяти свободі засобів масової інформації та виступати гарантом проти втручання державних та приватних суб'єктів. :2

## Законодавча база та правозастосування

### Положення міжнародного права та забезпечення
Стаття 19 Загальної декларації прав людини, а також стаття 19 Міжнародного пакту про громадянські та політичні права визнають свободу слова та свободу інформації основними правами людини. Навіть незважаючи на те, що ці документи визнані загальновизнаними, їх виконання в значній мірі залежить від волі держави щодо адаптації заходів щодо імплементації.

На європейському рівні Рада Європи забезпечує правову базу через Європейську конвенцію з прав людини (ЄСПЛ), виконання якої забезпечується через юрисдикцію Європейського суду з прав людини (ЄСПЛ). Стаття 10 ЄСПЛ про свободу слова говорить:
" 1. Кожна людина має право на свободу вираження поглядів. Це право включає свободу дотримуватися думок, отримувати та передавати інформацію та ідеї без втручання державної влади та незалежно від кордонів. Ця стаття не перешкоджає державам вимагати ліцензування підприємств мовлення, телебачення або кіно.
2. Здійснення цих свобод, оскільки воно несе в собі обов'язки та відповідальність, може підпорядковуватися таким формальностям, умовам, обмеженням або покаранням, які передбачені законом і необхідні в демократичному суспільстві, в інтересах національної безпеки, територіальної цілісності або громадська безпека, запобігання безладдям або злочинам, захист здоров'я чи моралі, захист репутації чи прав інших осіб, запобігання розголошенню інформації, отриманої в таємниці, або підтримка авторитету та неупередженості судової влади. "
Як можна помітити в цитаті, в рамках ЄСПЛ свобода вираження поглядів не визнається абсолютним правом, тобто вона може бути обмежена, якщо існують інші конкуруючі основні права або законні цілі, необхідні для демократичного суспільства. Це може бути захист даних, право на приватність, репутацію або кримінальне правосуддя. Однак обмеження повинно бути пропорційним досягненню конкуруючих цілей і свободи преси, а також потребує «дуже високих вимог, перш ніж будь-які обмеження можуть бути накладені на свободу преси державними органами влади». Навіть якщо свобода преси виступає функцією гаранта демократії, вона не лише захищає матеріали, що стосуються політичних питань, але застосовується і до бульварної журналістики. Однак, чим більш важливим є конкретний журналістський пункт для формування громадської думки, тим вищий пріоритет повинен надаватися свободі преси, коли вона зважується з іншими законними інтересами.
Постанова ЄСПЛ оглядає давню історію юриспруденції щодо порушень статті 10, починаючи з кінця 1970-х. Зокрема, ЄСПЛ захищає журналістські розслідування, журналістські джерела інформації та викривачів та наголошує на негативному впливі санкцій проти журналістської діяльності, оскільки це призводить до автоцензури та перешкоджає меті журналістики інформувати людей. З іншого боку, суд посилив захист права на приватне життя проти звітування, єдиною метою якого є підживлення цікавості людей.

### Законодавство Європейського Союзу та правозастосування
В Європейському Союзі держави-члени взяли на себе зобов'язання поважати Хартію ЄУ про основні права (права, передбачені статтею 11 Хартії ЄС, відповідають правам, наданим ЄСПЛ відповідно до статті 10), яка набрала чинності з Лісабонським договором у 2009 році як Стаття 6 (1) ДЕС. Однак задовго до набрання чинності договором Суд Європейського Союзу (ЄС) визнав основні права ЄУзагальними принципами права ЄУі вважав їх частиною правової бази, на якій він базує свою юриспруденцію.
На практиці вплив основних законів та цінностей ЄУна поведінку держав-членів ЄУчасто обмежений. Вказуючи свободу вираження поглядів як «ключовий показник готовності країни стати частиною ЄС», як тільки країна вступила до Союзу, інституції ЄУмають обмежену можливість забезпечувати повагу основних прав і цінностей, у тому числі щодо свободи вираження поглядів та інформації. Це явище також відоме як Копенгагенська дилема, питання, на яке, серед іншого, звертається резолюція Європейського Парламенту під назвою « Хартія ЄС: стандартні параметри свободи ЗМІ в ЄС» , адаптована у травні 2013 року. Документ наголошує на важливості моніторингу та нагляду за розробкою національного законодавства щодо свободи ЗМІ у країнах-членах ЄУта пропонує покласти це завдання на Агентство ЄУз основних прав (FRA).
Що стосується телевізійних послуг, то Директива 2010 року про аудіовізуальні медіа-послуги встановлює, що мова ворожнечі та мова, що завдає шкоди неповнолітнім, повинні бути заборонені у всіх державах-членах. Більше того, Директива про аудіовізуальні медіа-послуги 2018 року встановлює таку позицію щодо свободи ЗМІ:«Для зміцнення свободи вираження поглядів, а отже, для сприяння плюралізму засобів масової інформації та уникнення конфлікту інтересів, державам-членам важливо забезпечити легкий та прямий доступ користувачів до інформації про постачальників медіа-послуг у будь-який час. Кожна держава-член повинна ухвалити рішення, зокрема щодо інформації, яка може бути надана щодо структури власності та бенефіціарних власників»Цей текст був прийнятий Європейським Парламентом 2 жовтня 2018 року.

## Моніторинг свободи ЗМІ в ЄС
Існує широкий спектр міжнародних урядових та неурядових організацій (НУО), які виступають за свободу ЗМІ в межах ЄУта кандидата в ЄС, потенційного кандидата, а також країн Східного партнерства. Робота організацій включає теоретичну діяльність, таку як виготовлення звітів про стан свободи ЗМІ в різних країнах, а також надання практичної допомоги, наприклад, фінансової чи юридичної підтримки, людям, які займаються журналістикою.

### Урядові організації
- Рада Європи. Галузі, що стосуються свободи ЗМІ: Комітет експертів із захисту журналістики та безпеки журналістів (MSI-JO), Комітет з питань культури, науки, освіти та ЗМІ, Уповноважений з прав людини[12]
- Європейська комісія Директорат-Генерали відношення до свободи ЗМІ: DG Мережа зв'язку, зміст і технологія / DG Connect, DG розширення / DG NEAR)[13]
- Парламентські комітети Європейського парламенту, що займаються свободою ЗМІ: Комітет з громадянських свобод, правосуддя та внутрішніх справ / LIBE, Підкомітет з прав людини / DROI[14]
- ОБСЄ: Представник ОБСЄ з питань свободи ЗМІ
- Відділ ЮНЕСКО з питань свободи слова та розвитку засобів масової інформації[15]

### Недержавні організації

#### Міжнародні
- СТАТТЯ 19
- Комітет захисту журналістів
- Freedom House (щорічні звіти «Свобода преси та свободи в мережі»)[16]
- Індекс цензури (проект Mapping Media Freedom,[17] Awards of Freedom of Expression Awards)
- Глобальний форум з питань розвитку ЗМІ[18]
- Хьюман Райтс Вотч (Розділ про свободу преси[19])
- Мережа етичної журналістики[20]
- Міжнародний інститут преси (База даних медіа-права,[21] Проект On-Line)
- Ініціатива правового захисту засобів масової інформації
- Репортери без кордонів

#### Європейські / регіональні
- Інститут європейського права ЗМІ (EMR)[22]
- Інформація про доступ Європа[23]
- Європейський університетський інститут Центр плюралізму та свободи ЗМІ (CPMF)
- Європейський центр свободи преси та ЗМІ (ECPMF)
- Європейська федерація журналістів (EFJ)
- Європейський центр журналістики (EJC)
- Journalismfund.eu[24]
- Організація ЗМІ Південно-Східної Європи (SEEMO)